# Blåvandshuk Sogn
Blåvandshuk Sogn ist seit dem 27. November 2016 eine Kirchspielsgemeinde (dän.: Sogn) auf der Halbinsel Skallingen an der Nordseeküste im südlichen Dänemark. Bis 1970 gehörte das Gebiet zur Harde Vester Horne Herred im damaligen Ribe Amt, danach zur Blåvandshuk Kommune im erweiterten Ribe Amt, die im Zuge der Kommunalreform zum 1. Januar 2007 in der „neuen“  Varde Kommune in der Region Syddanmark aufgegangen ist.

Kirchen in Blåvandshuk Sogn
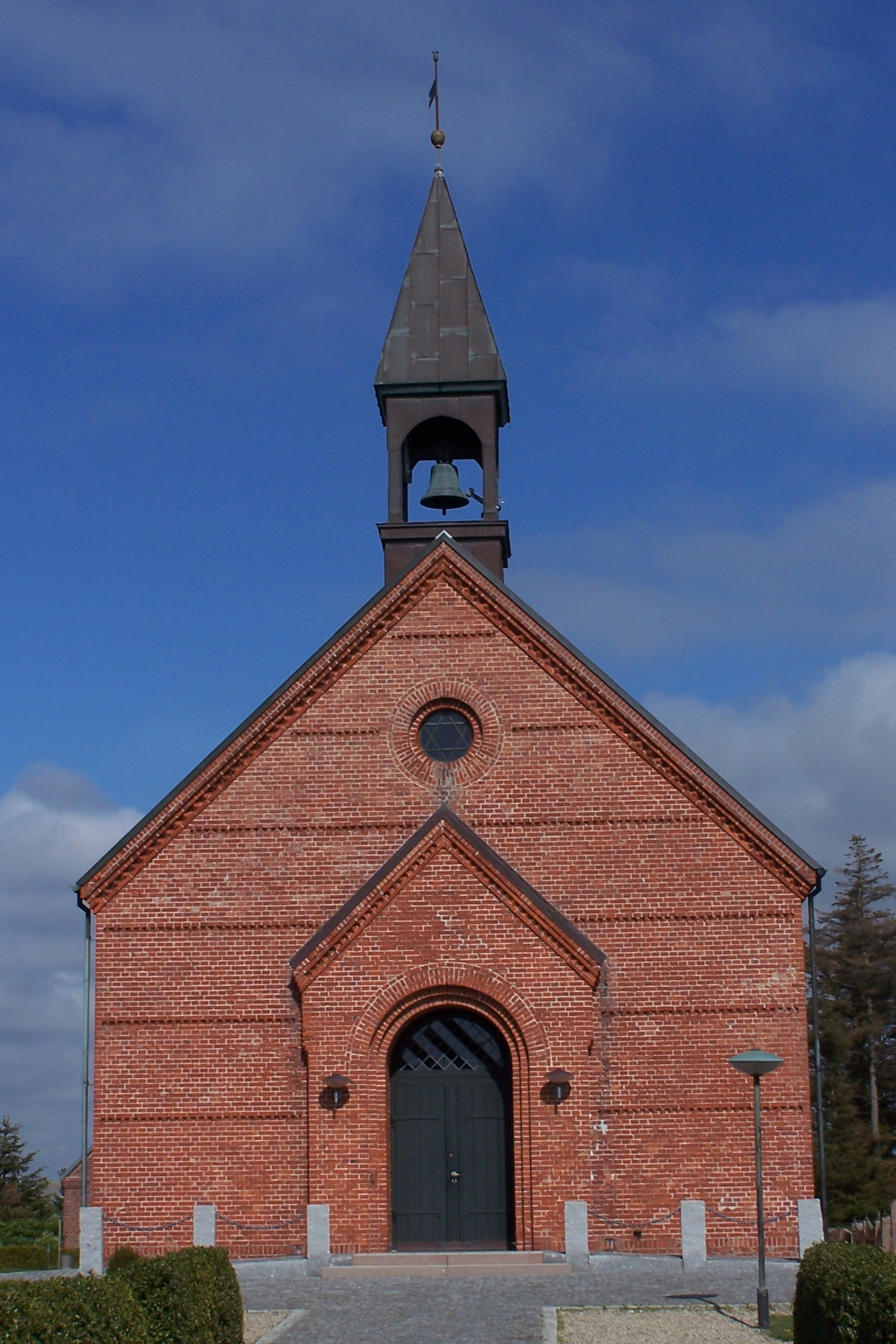
Oksby Kirke
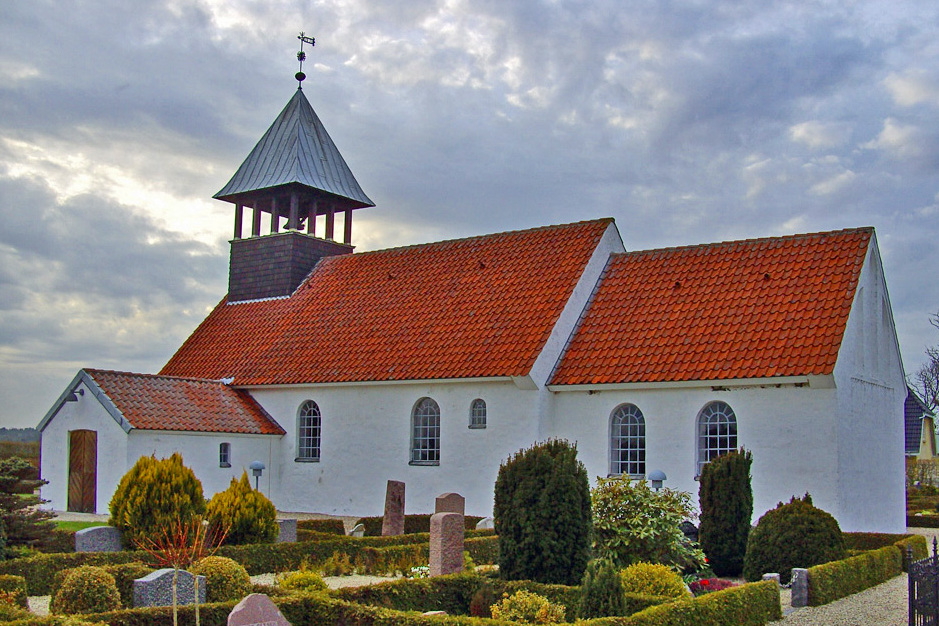
Ho Kirke
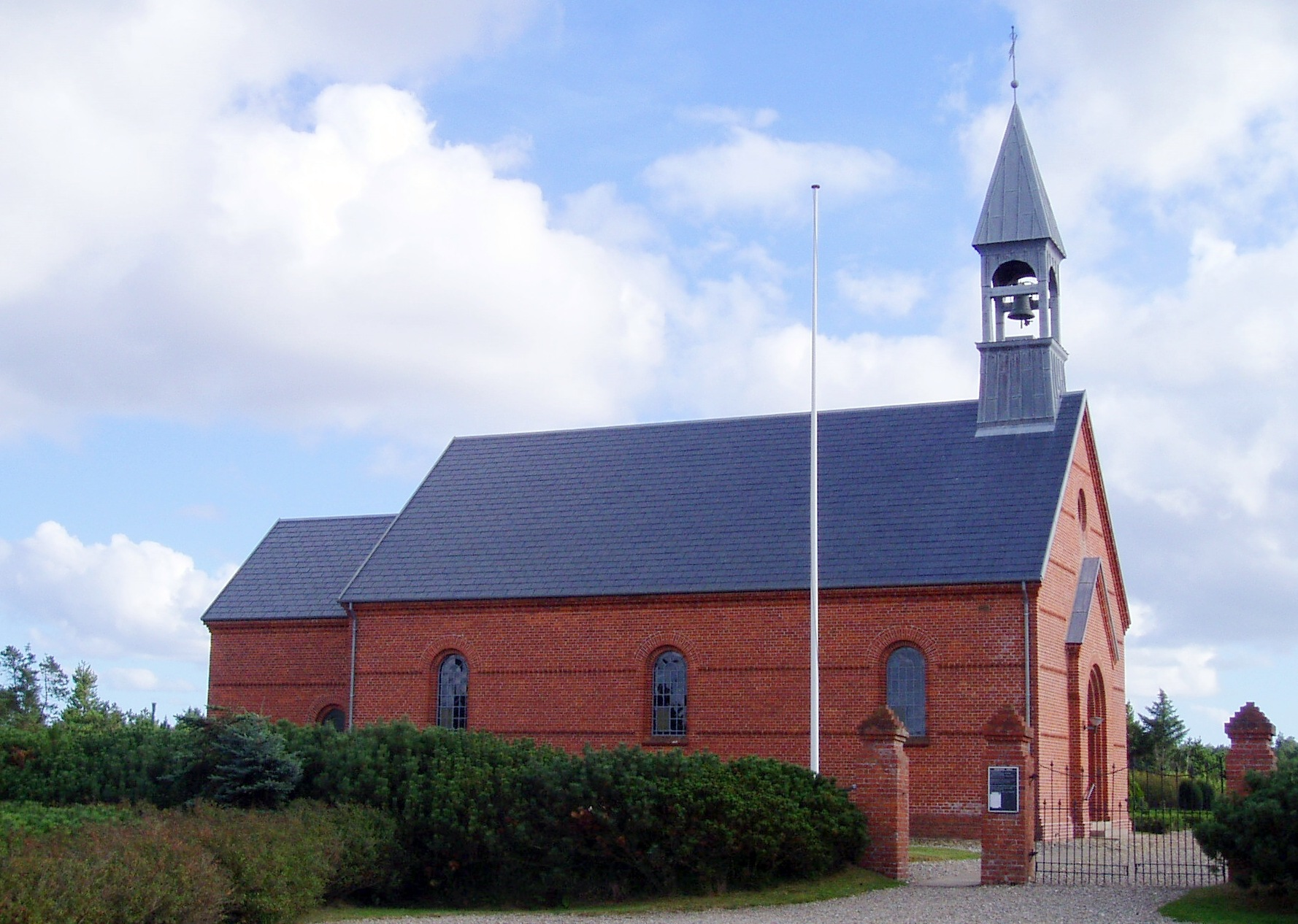
Mosevrå Kirke

Am 27. November 2016 wurden die früheren Kirchspielsgemeinden Oksby Sogn, Ho Sogn und Mosevrå Sogn zum Blåvandshuk Sogn zusammengelegt.
Im Kirchspiel leben 646 Einwohner, davon 309 im Kirchdorf Oksby (Stand: 1. Januar 2023). Im Kirchspiel liegen die Kirchen „Oksby Kirke“, „Ho Kirke“ und „Mosevrå Kirke“.
Die einzige Nachbargemeinde ist im Norden Aal Sogn. Die unbewohnte Insel Langli gehört mit zum Kirchspiel.